# Beschiw
Beschiw (ukrainisch Бежів; russisch Бежов Beschow) ist ein Dorf in der ukrainischen Oblast Schytomyr mit etwa 480 Einwohnern (2024).
Das 1608 erstmals erwähnte Dorf liegt am Flüsschen Bystrijiwka (Бистріївка) sowie an der Territorialstraße T–06–05 und grenzt im Osten an die Siedlung städtischen Typs Holowyne. Das ehemalige Rajonzentrum Tschernjachiw liegt 12 km südwestlich und das Oblastzentrum Schytomyr 35 km südlich vom Dorf.
Am 12. Juni 2020 wurde das Dorf ein Teil der neugegründeten Siedlungsgemeinde Tschernjachiw, bis dahin bildete es die gleichnamige Landratsgemeinde Beschiw (Бежівська сільська рада/Beschiwska silska rada) im Osten des Rajons Tschernjachiw.
Am 17. Juli 2020 kam es im Zuge einer großen Rajonsreform zum Anschluss des Rajonsgebietes an den Rajon Schytomyr.

## Persönlichkeiten
- Mykola Daschkewytsch (1852–1908), ukrainischer Historiker, Literaturkritiker und Volkskundler